# Тополя пірамідальна

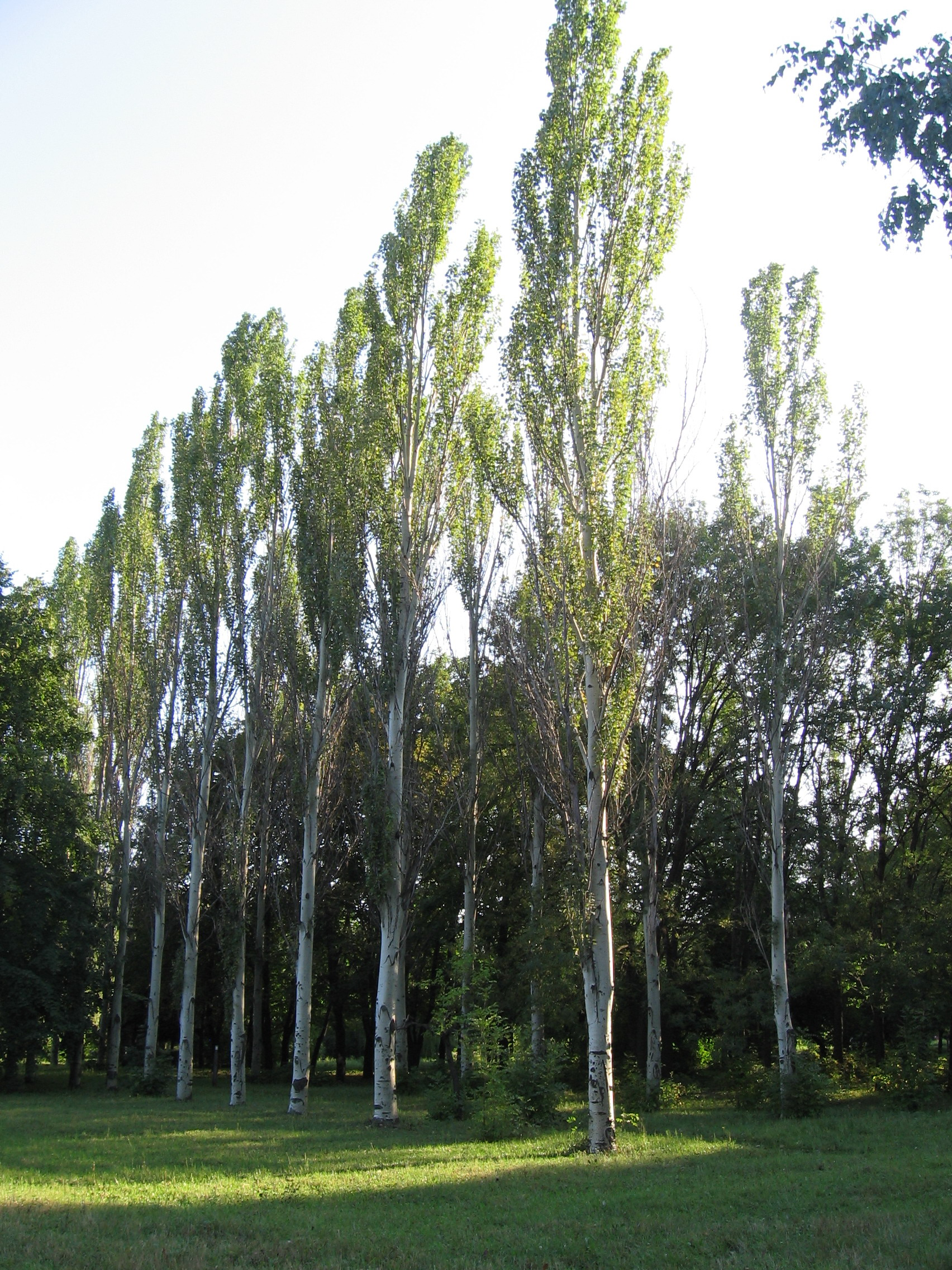
Тополя пірамідальна. Парк м. Макіївка, Донбас, Україна.

Тополя пірамідальна або раїна (Populus pyramidalis Rozier) (P. nigra var. pyramidalis Spach.) — високе (15-30 м) дерево з вузькопірамідальною компактною кроною.

## Опис
Листки дрібніші, ніж в осокора, широкотрикутні, загострені, сидять на червонуватих черешках, здебільшого поширені чоловічі екземпляри, а з маточковими квітками трапляються дуже рідко. Культивують по всій Україні.

## Систематика
За даними спільного інтернет-проекту Королівських ботанічних садів у К'ю і Міссурійського ботанічного саду The Plant List версії 1.1 2013 року Populus pyramidalis Rozier є синонімом Populus nigra L. (тополя чорна).